# 守口市立八雲中学校
守口市立八雲中学校（もりぐちしりつ やくも ちゅうがっこう）は、大阪府守口市にある公立中学校。
「やぐも」と言われることもあるが、「やくも」と呼ぶのが正式名称。

## 沿革
- 1968年4月1日 - 守口市立庭窪中学校より分離開校。
- 1968年10月6日 - 校旗、校歌制定披露。

　　 校歌の作詩は、初代校長・大西勇一郎、作曲は「大阪俗謡による幻想曲」等で有名な、大栗 裕である。
- 1971年3月18日 - 体育館完成。
- 1981年3月1日 - 食堂竣工。
- 1988年8月31日 - 本館外壁全面改装。
- 1992年10月 - コンピュータ室設置。
- 2001年9月 - 本館トイレ全面改装。

## 通学区域
- 守口市立八雲小学校と守口市立下島小学校の通学区域。
  - 守口市 大庭町1-2丁目、淀江町、八雲北町3丁目、八雲中町2-3丁目、八雲西町2・4丁目、八雲北町1-2丁目、下島町の全域。
  - 守口市 八雲西町1・3丁目、外島町のそれぞれ一部。

## 交通
- 地下鉄谷町線 守口駅 北へ約1.2km。
- 地下鉄谷町線・大阪モノレール 大日駅 西へ約1.6km。